# Триг (окръг, Кентъки)
Окръг Триг (на английски: Trigg County) е окръг в щата Кентъки, Съединени американски щати. Площта му е 1246 km², а населението – 12 597 души (2000). Административен център е град Кадиз.